# Godzila (čudovište)
Godzila je izmišljeno čudovište, ili kaiju, koji se prvi put pojavio u filmu Isihra Honde, Godzilla iz 1954. godine. Nakon snimljenog filma, Godzila je postala svetska ikona pop-kulture. Pojavljujući se u raznim medijima: 33 japanska filma koje je producirala kompanija Toho Co., Ltd., pet američkih filmova i brojne video igre, romani, stripovi i televizijske emisije. Nazvana je „kraljem čudovišta”, frazom koja je najpre korišćena u filmu Godzilla, King of the Monsters! iz 1956, koja je bila amerikanizovana verzija ovog filma.
Inspiracija Dizajna Godzile:

## Neprijatelji
Godzila se tokom pojavljivanja u filmovima borila sa mnogim neprijateljima. Neki od njih su: Anguirus, Baragon, Rodan, Motra, Motra larva, Gigan, King Gidora, Meka-King Gidora, Titanosaurus, Hedora, Ogroman Kondor, Meka-Godzila, King Kong, SvemirskaGodzila, Megalon, Gabara, Ebira, Kamakuras, Kumonga, Batra, Orga, Zila, Megagirus, Moguera, King Cezar, Biolante, Destoroja, Manda (borila se s Mandom U izbrišenim snimcima 1968. Filma i u Anime Godzila Singular Point.), Kameobas (U Tokio S.O.S filmu (2003) ) Čudovište X/Kajzer Gidora (U filmu Godzila: Završni Ratovi/Godzilla Final Wars (2004) ), MUTO ženka i MUTO mužjak (U filmu 2014-e), Skajla, Tiamat, Šimo i Skar King (u filmu 2024 Godzila x Kong: Novo Carstvo)

## Filmovi
Filmovi godzile su:
Japanske (Toho) produkcija:
1. Godzila (1954)
2. Godzila ponovo napada (1955)
3. King Kong protiv Godzile (1962)
4. Motra protiv Godzile (1964)
5. Gidora protiv Godzile (1964)
6. Godzila: Invazija astro-čudovišta (1965)
7. Ebira protiv Godzile (1966)
8. Sin Godzile (1967)
9. Godzila: Uništi sva čudovišta (1968)
10. Godzila: Sva čudovišta napadaju (1969)
11. Godzila protiv Hedore (1971)
12. Godzila protiv Gigana (1972)
13. Godzila protiv Megalona (1973)
14. Godzila protiv Mekagodzile (1974)
15. Teror Mekagodzile (1975)
16. Godzila: Povratak (1984)
17. Godzila protiv Biolante (1989)
18. Godzila protiv Kralja Gidore (1991)
19. Godzila protiv Motre (1992)
20. Godzila protiv Mekagodzile 2 (1993)
21. Godzila protiv Svemirske Godzile (1994)
22. Godzila protiv Destoroja (1995)
23. Godzila: Milenijum (1999)
24. Godzila protiv Megagirusa (2000)
25. Godzila: Čudovišta u napadu (2001)
26. Godzila protiv Mekagodzile 3 (2002)
27. Godzila: Tokio S.O.S (1954)
28. Godzila: Finalni/Završni ratovi (2004)
29. Šin Godzila (2016)
30. Godzila: Planeta čudovišta (animirano) (2017)
31. Godzila: Grad na ivici borbe (animirano) (2018)
32. Godzila: Jedač planeta (animirano) (2018)
33. Godzila minus jedan (2023)

Američka (Holivud) produkcija:
1. Godzila (1998)
2. Godzila (2014)
3. Godzila: Kralj čudovišta (2019)
4. Godzila protiv Konga (2021)
5. Godzila × Kong: Novo carstvo (2024)

## Video-igre
Neke od video-igara o Godzili su: Godzilla: Monster of Monsters (1988/1989), Super Godzila (1993), Godzilla: Destroy All Monsters (2002/2003), Godzilla: Domination (2002/2003) Godzilla: Save the Earth (2004), Godzilla: Unleashed (2007/2008) и Godzilla (2014/2015).

## Galerija
- Kadar iz filma
- Godzila protiv Anguirusa, kadar iz filma